# 20世紀スタジオ配給のアニメ映画の一覧
- アニメーション映画 > アメリカ合衆国のアニメ映画作品一覧 > 20世紀スタジオ配給のアニメ映画の一覧

## 作品
| 20世紀フォックス・アニメーション（1998年 - 2020年） 20世紀アニメーション（2020年 - ） |
| フォックス・アニメーション・スタジオ                                                  |
| ブルースカイ・スタジオ（2002年 - 2019年）                                             |
| ドリームワークス・アニメーション                                                      |
| その他のフォックススタジオ（1975年 - 2020年） その他の20世紀スタジオ（2020年 - ）     |
| その他のスタジオ                                                                      |

### 映画作品一覧
| 邦題 / 原題                                         | 公開日 | 日本公開日     |
| --------------------------------------------------- | ------ | -------------- |
| 不思議の森の妖精たち FernGully: The Last Rainforest |        | 1994年8月13日  |
| アナスタシア                                        |        | 1998年9月5日   |
| タイタンA.E.                                        |        | 2000年8月12日  |
| アイス・エイジ                                      |        | 2002年8月3日   |
| ウェイキング・ライフ                                |        | 2002年11月16日 |
| ロボッツ                                            |        | 2005年7月30日  |
| アイス・エイジ2                                     |        | 2006年4月22日  |
| ザ・シンプソンズ MOVIE                              |        | 2007年12月15日 |
| ホートン/ふしぎな世界のダレダーレ                   |        | 2008年7月12日  |
| アイス・エイジ3/ティラノのおとしもの                |        | 2009年7月25日  |
| ファンタスティック Mr.FOX                           |        | 2011年3月19日  |
| ブルー 初めての空へ                                 |        | 2013年10月5日  |
| ドラゴンボールZ 神と神                              |        | 2013年3月30日  |
| ウォーキングwithダイナソー                          |        | 2013年12月20日 |
| メアリーと秘密の王国                                |        | 2014年10月18日 |
| ドラゴンボールZ 復活の「F」                         |        | 2015年4月18日  |
| ペンギンズ FROM マダガスカル ザ・ムービー           |        | 2015年11月14日 |
| I LOVE スヌーピー THE PEANUTS MOVIE                 |        | 2015年12月4日  |
| 犬ヶ島                                              |        | 2018年5月25日  |
| ドラゴンボール超 ブロリー                           |        | 2018年12月14日 |